# Vedin Musić
Vedin Musić (né le 11 mars 1973 à Tuzla, Bosnie-Herzégovine) est un footballeur bosnien. Il joue au poste de milieu de terrain à l'Arezzo en Ligue Pro Première Division italienne et en Équipe de Bosnie-Herzégovine. Il a joué également au Torino.

## En club
- 1995-96 : FK Sloboda Tuzla  Bosnie-Herzégovine 0 (0)
- 1996-97 : İstanbulspor A.Ş.  Turquie 17 (3)
- 1997-2001 : Antalyaspor  Turquie 89 (4)
- 2001-03 : Como  Italie 62 (5)
- 2003-05 : Modena  Italie 28 (1)
- 2005-06 : Torino FC  Italie 23 (0)
- 2006-07 : Treviso  Italie 17 (0)
- 2007-08 : Padova  Italie 31 (0)
- 2008-09 : Pro Patria  Italie 31 (1)
- 2009-10 : Arezzo  Italie 9 (0)

## En équipe nationale
Music a joué pour l'équipe de Bosnie-Herzégovine de 2005 à 2008 en collectionnant 47 sélections sans marquer de buts.